# Alexandr Jelisejevič Zujev
Svatý Alexandr Jelisejevič Zujev (1. listopadujul./ 13. listopadu 1883greg. – květen 1918) byl ruský psalomščik ruské pravoslavné církve a mučedník.

## Život
Narodil se 1. listopadu 1883 v rolnické rodině.
Roku 1895 ukončil základní školu v Motoviliše v Permském ujezdu Permské gubernie.
Dne 16. ledna 1917 se stal psalomščikem (žalmista) v chrámu svaté Kateřiny ve vesnici Divja v Permském ujezdu.
V květnu 1918 byl zastřelen bolševiky.

## Kanonizace
Dne 20. srpna 2000 ho Ruská pravoslavná církev svatořečila jako mučedníka a byl zařazen mezi Sbor všech novomučedníků a vyznavačů ruských.
Jeho svátek je připomínán 20. června (7. června – juliánský kalendář).